# Ensemble Pierre Robert
L’ensemble Pierre Robert est un ensemble instrumental créé en 1999 à l’initiative de l’organiste Frédéric Desenclos et principalement destiné à l’interprétation et à la redécouverte du répertoire de musique sacrée des XVIIe et XVIIIe siècles, avec une prédilection pour le motet français.

## Discographie
- 2004 - Daniel Danielis - Cæleste convivium (Alpha)
- 2005 - Henry Du Mont - Grands motets Pour La Chapelle de Louis XIV au Louvre (Alpha)
- 2006 - Marc-Antoine Charpentier - Méditations pour le Carême (Alpha)